# Tony Roberts (Musiker)
Tony Roberts (* 1937) ist ein britischer Jazzmusiker (Saxophone, Flöten, auch Klarinetten, Northumbrian Pipes).

## Leben und Wirken
Roberts zog nach sechsjähriger Tätigkeit im Musikkorps der Armee nach London, wo er freischaffend als Berufsmusiker aktiv war. 1963 gehörte er kurzzeitig zur Blues Incorporated von Alexis Korner und in ähnlicher Besetzung (mit Ray Warleigh, Chris Pyne, Peter Lemer und Danny Thompson) zum Fat John Sextet von Schlagzeuger John Cox (Honesty: The Unreleased 1963 Studio Sessions). In den nächsten Jahren arbeitete er im Orchester von John Dankworth und war an der Aufführung von Gunther Schullers Third-Stream-Oper The Visitation bei der BBC beteiligt. 1967 war er weiterhin im Trio mit John McLaughlin und Danny Thompson tätig (Danny Thompson Trio Live in 1967). Er nahm auch mit Mike Gibbs, Graham Collier, Kenny Wheeler, Henry Lowther und Bob Downes auf und gehörte zu Rock Workshop und weiteren Bands von Ray Russell. Seit den 1970er Jahren tourte er mit John Renbourn, der ihn auch auf Alben wie The Lady and the Unicorn, The Black Balloon oder Maid in Bedlam herausstellte. Danny Thompson holte ihn 1987 neben Bernie Holland in sein Trio Whatever, mit dem auch die Alben Whatever Next und Elemental entstanden. Mit Ray Russell, Anthony Jackson und Simon Phillips bildete er das Quartett Protocol, das 1993 das Album Force Majeure beim Zelt-Musik-Festival Freiburg einspielte.
Robert zog sich dann nach West Dorset zurück. Sein Interesse an klassischer indischer Musik brachte ihn dazu, die Gruppe Na-Da zu gründen und das Album Breath of Fire (2006) zu veröffentlichen. Mit dem Pianisten Ray D’Inverno entstand 2010 das Album Jazz for All Occasions. Überdies ist er auf Richard Thompsons Album Industry, auf Jacqui McShees Song of Joy for Christmas wie schon zuvor auf Alben von Donovan, Rolf Schimmermann/Fredy Studer, Ulrich Maske und auf Solar Plexus (1971) und Direct Hits (1977) von Ian Carrs Nucleus zu hören. Tom Lord verzeichnet 35 Aufnahmen zwischen 1963 und 1997.